# شونسوكي إيشيكاوا
شونسوكي إيشيكاوا (باليابانية: 石川俊介؛ بالكانا: いしかわ しゅんすけ) هو لاعب كرة قاعدة ياباني، ولد في 12 أغسطس 1985 في توتشيغي في اليابان.

## روابط خارجية
- شونسوكي إيشيكاوا على موقع الدوري الياباني لكرة القاعدة (الإنجليزية)